# 2019 en astronautique

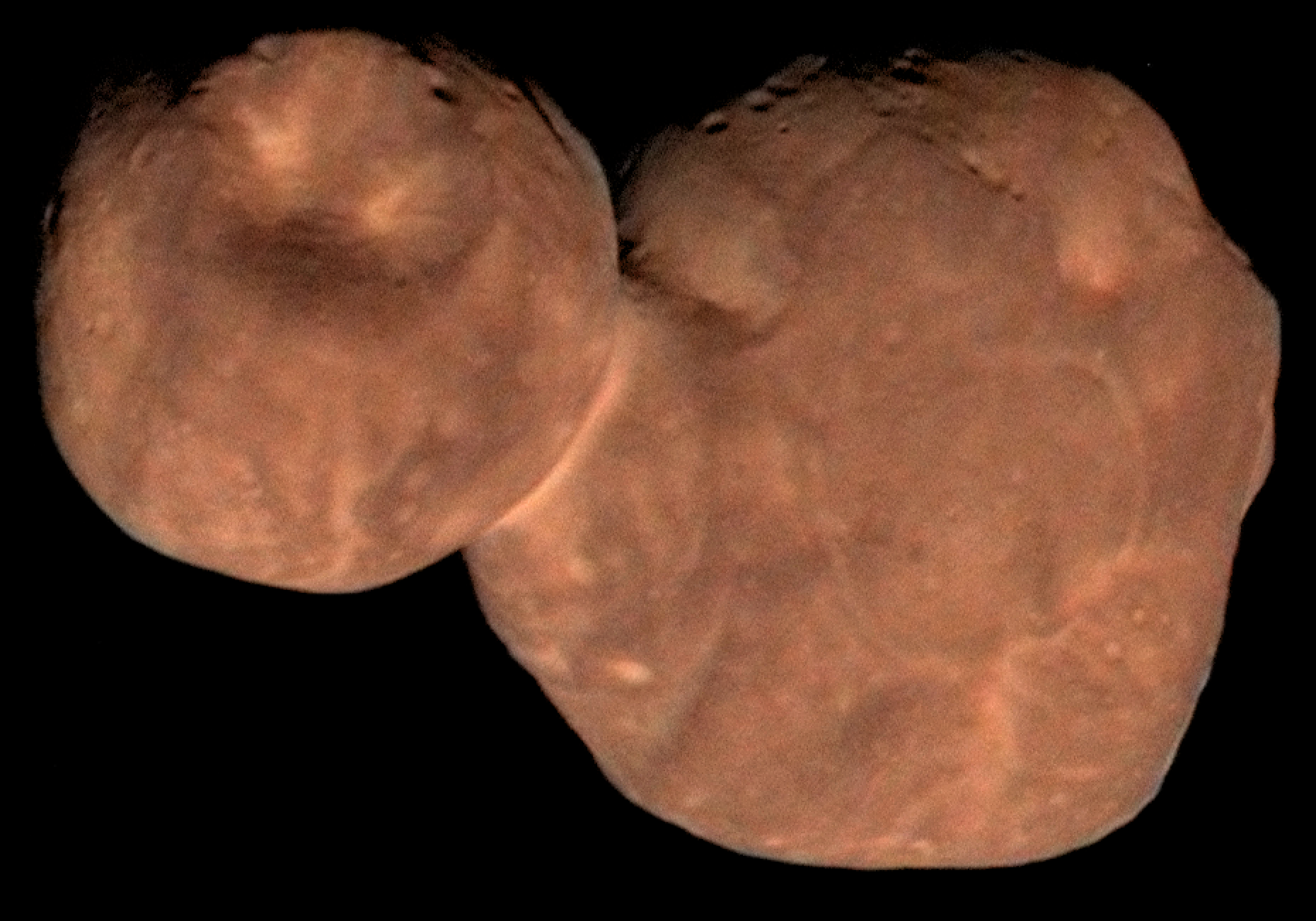
Photo de l'objet de la ceinture de Kuiper Ultima Thulé photographié par la sonde spatiale New Horizons.

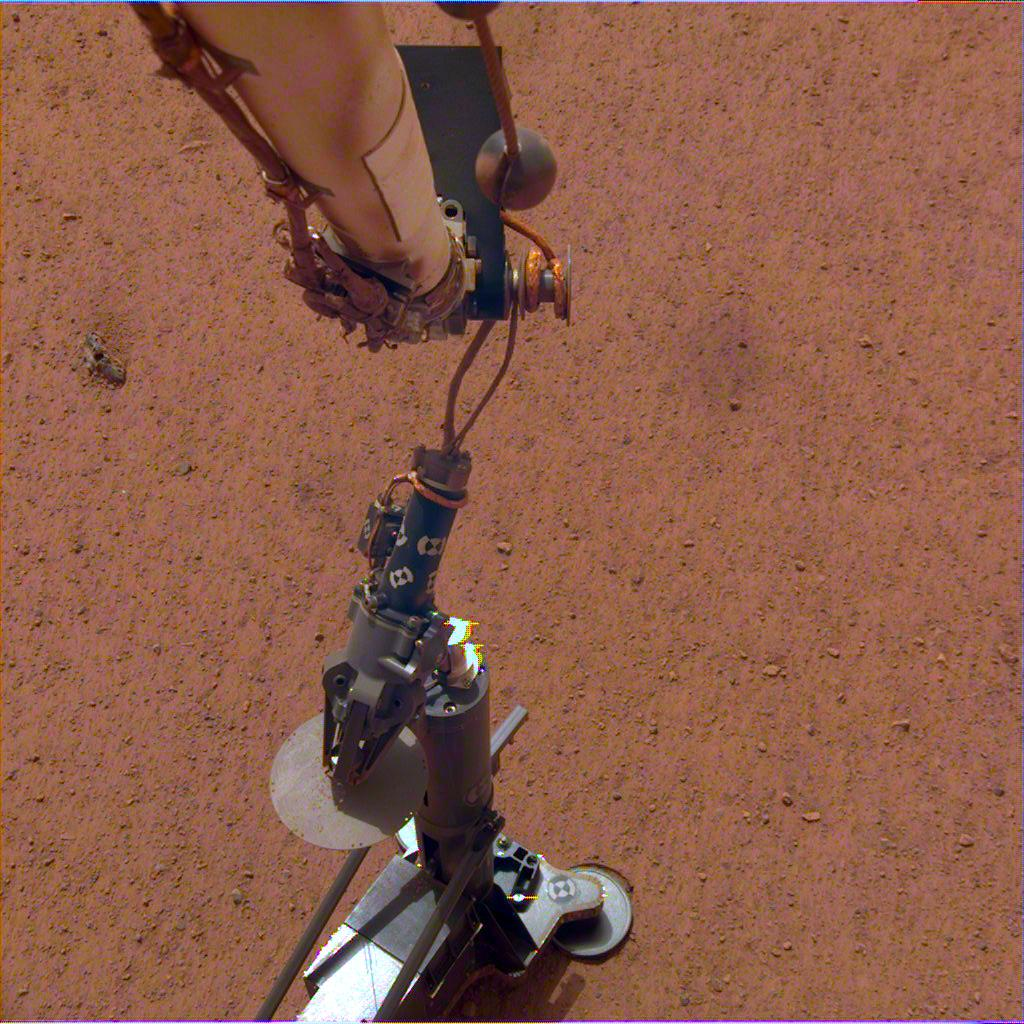
L'instrument HP3 embarqué par InSight rencontre des problèmes de mise en place sur le sol martien.

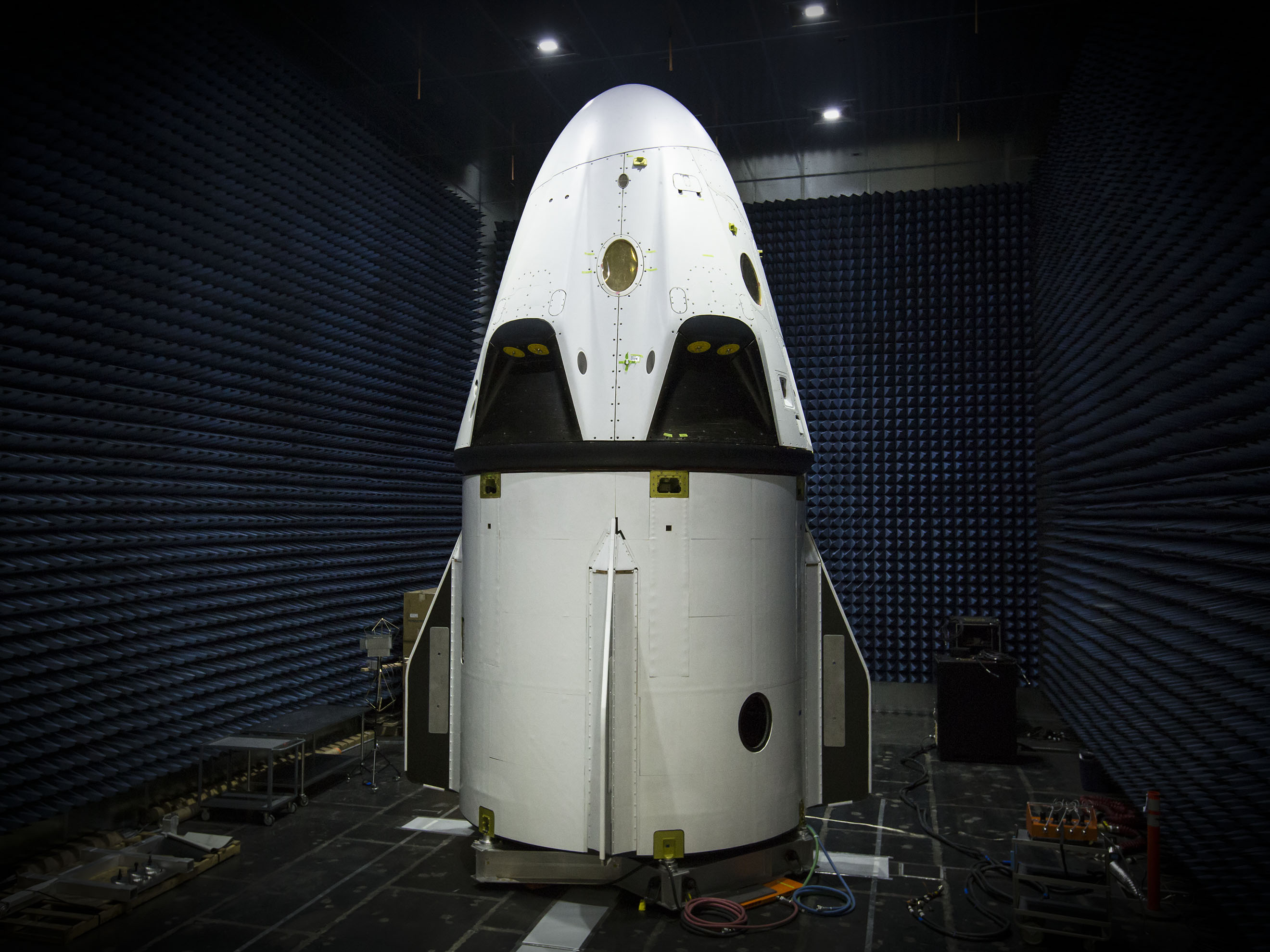
Le Dragon V2., vaisseau utilisé la relève des équipages de la station spatiale, effectue son premier vol de qualification en 2019 lors de la mission SpX-DM1.

Chronologie de l'astronautique
- 2015
- 2016
- 2017
- 2018
- 2019
- 2020
- 2021
- 2022
- 2023

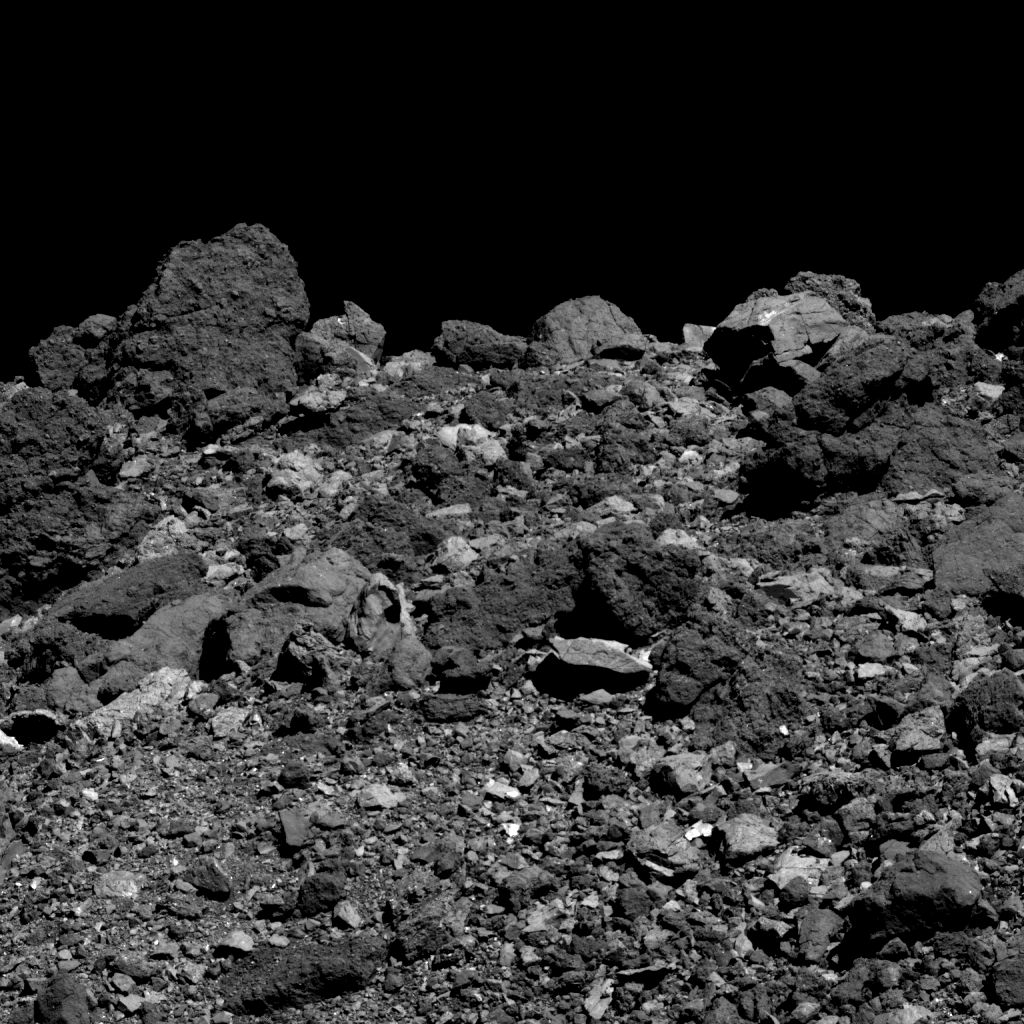
Photo détaillée de la surface de l'astéroïde (101955) Bénou prise par la sonde spatiale américaine OSIRIS-REx le 28 mars 2019. La zone photographiée fait 52 mètres de large et le plus gros rocher en haut à gauche est large de 14.5 mètres

Cette page présente une synthèse des événements marquants qui se sont déroulés durant l'année 2019 dans le domaine de l'astronautique : missions spatiales scientifiques, satellites d'application, programme spatial habité, lanceurs, etc.

## Principaux événements de l'année 2019
Ce chapitre présente la chronologie des événements marquants qui se sont produits durant l'année 2019 dans le domaine de l'astronautique. 

### Sondes interplanétaires

#### Planètes externes
- New Horizons survole Arrokoth le 1er janvier à une distance de 3 500 km avec une vitesse de 14,43 km/s, devenant la première sonde spatiale à survoler un objet de la ceinture de Kuiper.
- Juno poursuit sa mission en orbite autour de Jupiter.
- Les sondes Voyager 1 et Voyager 2 continuent à s'éloigner du Soleil. Début 2018 elles sont respectivement à plus de 137,2 et 113,9 unités astronomiques du Soleil.

#### Corps mineurs
- La sonde japonaise Hayabusa 2 parvient à collecter un échantillon du sol de l'astéroïde Ryugu, autour duquel il s'est mis en orbite en 2018, malgré un terrain particulièrement chaotique. Le premier prélèvement est effectué le 21 février, le second est réalisé le 11 juillet non loin d'un cratère artificiel creusé par un impacteur projeté par la sonde spatiale. Celle-ci reprend la direction de la Terre le 13 novembre. Il est prévu que la capsule contenant les échantillons atterrisse sur Terre fin 2020[1].
- OSIRIS-REx s'est placé en orbite autour de l'astéroïde Bennu (490 mètres de diamètre) le 31 décembre 2018[2]. Pour la première fois un engin spatial photographie à plusieurs reprises l'éjection de matériaux depuis la surface d'un petit corps. Ce phénomène est inexpliqué[3]. D'avril à juin, la sonde spatiale réalise de nombreuses photos sous différents angles d'éclairage pour identifier la nature des terrains et permettre la sélection des zones d'atterrissage potentielles[4]. Mi juin OSIRIS-REx se place sur une orbite basse (680 mètres au dessus de la surface) pour déterminer avec plus de précision les caractéristiques du champ gravitationnel de l'astéroïde et obtenir des cartes plus détaillées de la surface[5]. Quatre sites d'atterrissage sont sélectionnés en août. Un seul d'entre eux doit être sélectionné en décembre[6].

#### Mars
- À la suite de l'atterrissage de la sonde spatiale InSight de la NASA à la surface de la planète Mars le 26 novembre 2018, le sismomètre SEIS développé par l'Institut de physique du globe de Paris est activé début février. Pour la première fois dans l'histoire de l'exploration de Mars, une secousse sismique est détectée le 7 avril[7]. L'instrument HP3, qui nécessite l'enfoncement d'une sonde dans le sol, rencontre un problème lié à la nature du sol qui n'est toujours pas résolu à la fin de l'année[8].
- La sonde européenne ExoMars Trace Gas Orbiter qui circule sur  une orbite basse circulaire de 400 kilomètres poursuit le recueil des données scientifiques.
- L'orbiteur Mars Odyssey, le satellite le plus ancien de la "flotte" martienne, poursuit son étude de surface de la planète.
- L'orbiteur MRO s'intéresse principalement aux variations saisonnières de l'atmosphère et de la surface de Mars.
- MAVEN poursuit son étude de l'atmosphère martienne et joue un rôle croissant dans la retransmission vers la Terre des données collectées par le rover Curiosity au sol.
- Mars Express qui en est à son sixième prolongement de mission mène une étude de l'atmosphère de Mars conjointement avec MAVEN en réalisant simultanément des occultations radio.
- L'orbiteur indien Mars Orbiter Mission poursuit son étude de Mars. Il s'agit toutefois plus d'un démonstrateur technologique que d'une mission scientifique et un deuxième orbiteur mieux équipé devrait le rejoindre en 2021.
- La NASA annonce qu’elle renonce à essayer de contacter le rover Opportunity, injoignable depuis juin 2018 lorsqu’une gigantesque tempête de sable a recouvert les panneaux solaires qui lui fournissent son énergie. Le rover, qui explorait la planète rouge depuis janvier 2004, s’est alors placé en hibernation et l’agence spatiale américaine a mis en place un système d’"écoute passive" du vieil atterrisseur, qui n’a pas abouti à une reprise de contact avec celui qu’on surnommait "Oppy". Cette annonce marque la fin du programme Mars Exploration Rover, débuté à l’été 2003.
- Le rover Curiosity poursuit son ascension du mont Sharp.

#### Vénus
La sonde spatiale japonaise Akatsuki poursuit son recueil des données sur l'atmosphère de cette planète.

#### Mercure
La sonde spatiale BepiColombo développée conjointement par l'Agence spatiale européenne et de la JAXA est en cours de transit vers Mercure autour de laquelle elle se mettra en orbite en 2026.

#### Lune
- La sonde spatiale chinoise Chang'e 4, lancée en décembre 2018, se pose sur la Lune le 3 janvier. C'est la première sonde spatiale à se poser sur la face cachée de la Lune. Le rover Yutu 2, embarqué sur la sonde spatiale, parcourt plus de 300 m durant l'année.
- Beresheet est une petite sonde spatiale développée par une équipe d'ingénieurs et techniciens israéliens réunis au sein de la société israélienne SpaceIL créée pour tenter de remporter le Google Lunar X Prize. D'une masse particulièrement réduite de 585 kg elle emporte une charge utile symbolique composée de caméras et un magnétomètre.  Le 22 février 2019, l'engin spatial est placé sur une orbite terrestre elliptique par une fusée Falcon 9. Il réussit à s'insérer en orbite lunaire le 4 avril. Au cours des jours suivants Beresheet modifie son orbite pour abaisser son périgée puis, le 11 avril 2019, entame la descente vers le sol lunaire en utilisant sa propulsion pour réduire sa vitesse. La sonde spatiale rencontre des problèmes avec sa propulsion dont le fonctionnement est interrompu avant de reprendre alors que l'altitude est déjà trop basse. L'équipe au sol perd le contact avec Beresheet alors que l'engin se trouve à une centaine de mètres de la surface de la Lune et que sa vitesse est encore de plusieurs centaines de km/h. La sonde spatiale, insuffisamment ralentie, s'écrase sur le sol lunaire[9],[10].
- La sonde spatiale Chandrayaan-2 développée par  l'agence spatiale indienne, l'ISRO, est le premier engin spatial de ce pays à tenter de se poser sur un autre corps céleste. La sonde spatiale d'une masse de 3 850 kg comprend un orbiteur de 2 379 kg, l'atterrisseur Vikram de 1 471 kg qui, après s'être posé sur le sol lunaire, doit déposer l'astromobile (rover) Pragyan d'une masse de 27 kilogrammes. Chandrayaan-2 est placée sur une orbite elliptique le 22 juillet par un lanceur GSLV Mk III et s'insère sur une orbite lunaire 20 août. L'atterrisseur tente de se poser en douceur sur la surface de la Lune le 6 septembre, mais le contact est perdu alors que l'engin spatial se trouve encore à quelques centaines de mètres de la surface. L'atterrisseur est considéré comme perdu[11],[12].
- L’atterrisseur Chang'e 3 devrait continuer de fonctionner. Par contre le statut du rover Yutu associé n'est pas connu.
- L'orbiteur américain Lunar Reconnaissance Orbiter dispose de suffisamment d'ergols pour poursuivre sa mission durant plusieurs années.

#### Soleil
L'observatoire solaire Parker Solar Probe de la NASA effectue deux passages rapprochés du Soleil et un survol de Vénus au cours de l'année. Les premiers résultats de la mission sont publiés en décembre.

### Satellites scientifiques
Trois nouveaux satellites scientifiques sont placés en orbite :
- Le télescope spatial à rayons X germano-russe Spektr-RG est  lancé le 13 juillet 2019 puis est placé en orbite autour du point de Lagrange L2. Ce projet dont le début du développement remonte aux années 1990 a vu son achèvement repoussé par la crise économique russe. L'objectif de la mission est d'effectuer un recensement exhaustif des sources de rayonnement X et étudier certaines d'entre elles. Il emporte deux télescopes à rayons X de type Wolter 1 : le télescope allemand eRosita (0,2 à 12 keV et résolution angulaire de 15 secondes d'arc) et le télescope russe ART-XC  (5 à 30 keV, résolution angulaire de une minute d'arc[13].
- La mission ICON est un petit satellite de la NASA dont l'objectif est d'étudier oit évaluer l'influence des changements du régime du vent solaire liés aux éruptions solaires et de la météorologie terrestre sur la thermosphère[14].  Le lancement  initialement prévu au cours de l'été 2017 mais plusieurs fois différé à cause de problèmes rencontrés sur le lanceur aéroporté Pegasus XL a finalement lieu le 11 octobre 2019[15].
- Le télescope de l'Agence spatiale européenne (ESA)  CHEOPS est un télescope spatial de petite taille développé conjointement par le Swiss Space Office (et l'Agence spatiale européenne (ESA). CHEOPS a pour objectif de mesurer la taille, la masse et, dans la mesure du possible, les caractéristiques de l'atmosphère d'exoplanètes déjà identifiées orbitant autour d'étoiles lumineuses (magnitude apparente comprise entre 6 et 12) situées au voisinage du Système solaire.  CHEOPS est la première mission de classe S du programme scientifique Cosmic Vision de l'ESA[16].

Le radiotélescope spatial russe RadioAstron/Spektr R, qui avait été lancé en 2011 et dont la mission avait été prolongée jusqu'en 2019, cesse de fonctionner le 11 janvier 2019. 

### Missions spatiales habitées

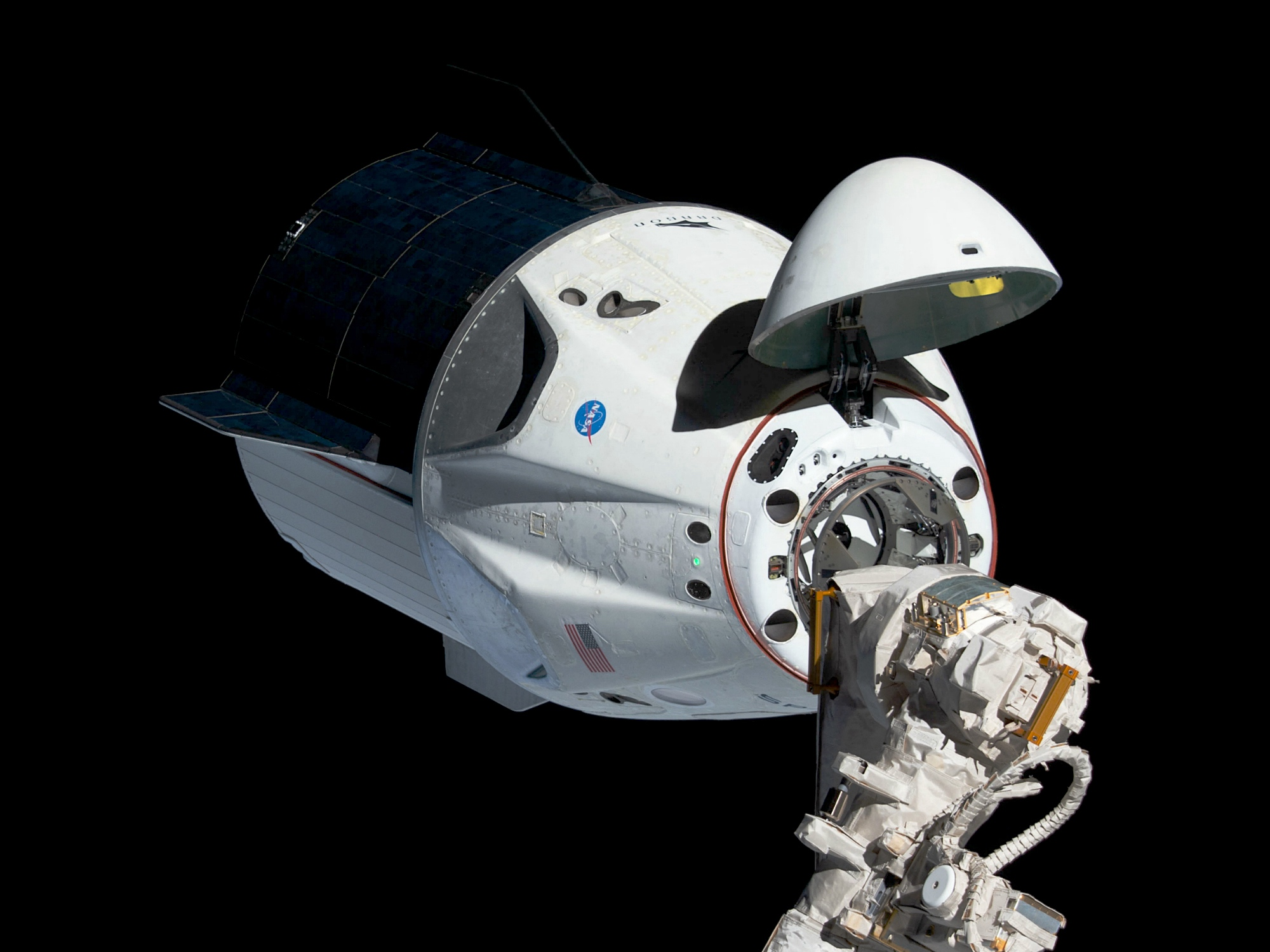
Le vaisseau Crew Dragon s'amarre pour la première fois à la station spatiale internationale (mars 2019).

Le développement des deux nouveaux vaisseaux américains qui doivent prendre en charge la relève des équipages de la Station spatiale internationale et mettre fin à la dépendance des Etats-Unis vis à vis des moyens de lancement russes prend de nouveau du retard, et le lancement d'un premier équipage prévu en 2019 est repoussé à 2020. Les deux vaisseaux effectuent leur premier vol sans équipage en 2019  :
- Le Dragon V2 de SpaceX effectue un premier vol de qualification sans équipage (mission SpX-DM1) le 2 mars. Après s'être amarré à la Station spatiale internationale, le vaisseau revient sur Terre le 8 mars. Mais lors d'un essai statique des moteurs-fusées de la même capsule réalisé au sol, celle-ci explose. Cet incident, attribué à une fuite dans les circuits d'alimentation en ergols, repousse à début 2020 le premier vol avec équipage.
- Le CST-100 Starliner de Boeing, dont le développement a pris du retard à la suite de différents problèmes, effectue son premier vol sans équipage le 20 décembre (mission Boe-OFT). Mais à la suite d'une erreur du logiciel installé sur l'ordinateur de bord, le vaisseau s'insère en orbite en consommant trop d'ergols et n'est plus en mesure de s'amarrer à la station spatiale internationale. La mission est raccourcie et le vaisseau atterrit le lendemain de son lancement.

Le système d'éjection du vaisseau Orion est testé une deuxième fois le 2 juillet.
A bord de la Station spatiale internationale, Christina Koch et Jessica Meir ont effectué la première sortie extravéhiculaire composée de deux astronautes féminins.. Par ailleurs Christina Koch est désormais la nouvelle détentrice du record de séjour dans l'espace qui état détenu jusque là par Peggy Whitson avec des séjours d'une durée cumulée d'un peu plus de 289 jours.

### Lancements et lanceurs

#### Lancements
En 2019 il y eut 102 lancements soit un nombre sensiblement inférieur à l'année précédente (114). La Chine est largement en tête avec 34 tirs suivi de la Russie (25) et des Etats-Unis (21 en n'incluant pas les lancements de la fusée Electron néo-zélandaise).

#### Les petits lanceurs chinois privés
Courant 2019 plusieurs petits lanceurs chinois effectuent leurs premiers vols. Le développement de ces nouvelles fusées résultent d'une décision du gouvernement chinois prise en 2014 d'ouvrir l'activité du lancement de satellites à la concurrence privée (il s'agissait jusque là d'un monopole des sociétés publiques). Ces sociétés bénéficient d'une aide à la fois de l'agence nationale chargée de superviser les développements dans le domaine spatial (l'Administration d'État pour la Science, la Technologie et l'Industrie de la Défense nationale ou SASTIND) et du principal groupe industriel national impliqué dans le secteur spatial, la Société de sciences et technologies aérospatiales de Chine (CASC). Une dizaine de start-up chinoises se sont créées au cours des années suivantes en développant dans un premier temps des micro-lanceurs : parmi celles-ci OneSpace, iSpace, LandSpace. Le lanceur léger Hyperbola-1 de iSpace, une fusée de 31 tonnes capable de placer 300 kilogrammes sur une orbite basse, est le premier lanceur à réussir une mise en orbite le 25 juillet. Jielong-1 un lanceur de 23,1 tonnes capables de placer 150 kg en orbite basse effectue également un premier vol réussi le 17 août. Les lanceurs développés initialement sont le résultat d'assemblage d'étages de missile à propergol solide. Mais certaines de ces sociétés ont des objectifs plus ambitieux et développent leurs propres étages et système de propulsion comme LandSpace qui développe Zhuque-2 une fusée à ergols liquides pouvant placer 4 tonnes en orbite basse.

#### Autres lanceurs
Aux Etats-Unis le constructeur du micro-lanceur américain Vector-R utilisant une propulsion à ergols liquides (charge utile 50 kg) est obligé d'arrêter ses développements pour des raisons financières.
Le lanceur russe Rockot effectue officiellement son dernier vol le 26 décembre en plaçant en orbite quatre satellites Gonets. L'arrêt de la fabrication du lanceur par la Russie est liée selon les officiels à la présence de composants ukrainiens dont la fourniture est devenue difficile depuis l'annexion de la Crimée (territoire ukrainien) par la Russie en 2014. Par ailleurs un de ses principaux utilisateurs, l'Agence spatiale européenne, fait désormais appel au lanceur Vega.
le lanceur lourd chinois Longue Marche 5, qui avait été victime d'une défaillance de sa propulsion lors de son deuxième vol en 2017, renoue avec le succès le 27 décembre après une longue interruption de plus de deux ans en plaçant sur une orbite géostationnaire le satellite de télécommunications Shijan-20. Ce vol devrait permettre de placer en orbite des missions qui avaient dû être différées comme le lancement de la sonde spatiale martienne Tianwen-1 ou celle de la mission de retour d'échantillons lunaires Chang'e 5.

#### Échec du lanceur européen Vega
Le lanceur de l'Agence spatiale européenne Vega, qui a enchainé 14 vols réussis depuis son introduction, est victime d'une défaillance de son deuxième étage lors de son quinzième vol le 11 juillet. L'échec du lancement entraine la perte du satellite Falcon Eye 1. La commission d'enquête identifie une défaillance thermo-structurale dans le dôme avant de l'enveloppe de l'étage à propergol solide Z23 comme étant la cause probable de l’échec. Elle demande des analyses complémentaires pour confirmer le diagnostic puis la correction des sous-systèmes, processus et équipements mis en cause par les résultats de ces investigations. Arianespace et l'ESA prévoient un retour en vol du lanceur au cours du premier trimestre de 2020.

### Début du déploiement des méga constellations de télécommunications

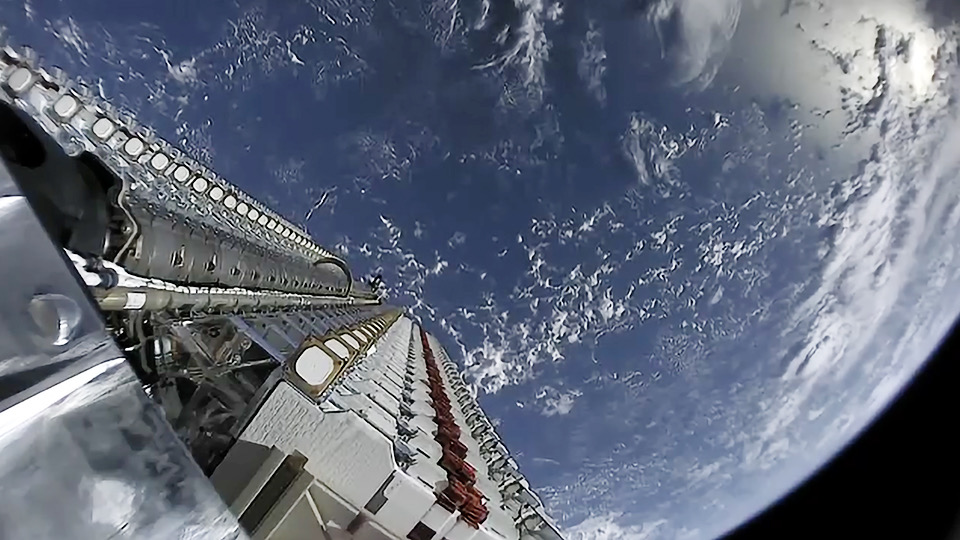
Largage dans l'espace des 60 satellites de la mégaconstellation Starlink de SpaceX (mai 2019).

Le déploiement de deux méga constellations de satellites de télécommunications, dont l'objectif est de fournir un accès à l'internet à haut débit aux particuliers, débute en 2019 :  
- Le premier déploiement de prototypes de la constellation de satellites OneWeb (900 satellites à terme) est effectué le 27 février 2019 par un lanceur Soyouz ST-B qui décolle depuis la base de lancement de Kourou[30].
- Après avoir lancé deux prototypes en 2018[31], SpaceX commence à déployer en orbite basse terrestre les premiers satellites opérationnels de sa constellation Starlink qui doit comprendre à terme plusieurs milliers de satellites. Chaque lancement réalisé par une fusée Falcon 9 permet de placer en orbite 60 satellites d'environ 260 kilogrammes dotés chacun de propulseurs à effet Hall. Un premier lancement effectué le 23 mai place en orbite des satellites expérimentaux (version 0.9) tandis que le lancement effectué le 11 novembre place des satellites opérationnels[32] ,[33],.

Le projet LeoSat reposant sur un nombre de satellites beaucoup plus réduit (78 satellites) est abandonné en novembre à la suite du retrait de deux des principaux investisseurs. 

### Programme spatial chinois
Le programme spatial chinois a été marqué par la multiplication des vols des micro-lanceurs (10 tirs en tout), la reprise d'activité du lanceur lourd Longue Marche 5 et la réussite de la mission lunaire Chang'e 4 sur la face cachée de la Lune. La Chine a également achevé le déploiement de son système de navigation Beidou. 

### Autres événements
- Le cosmonaute russe Alexeï Leonov décède le 11 octobre 2019. Leonov était le premier homme à avoir réalisé une sortie extravéhiculaire dans l'espace dans le cadre de la mission Voskhod 2, le 18 mars 1965. Il a joué par la suite un rôle important dans le programme spatial soviétique en participant à la mission Apollo-Soyouz qui constituait le premier vol spatial conjoint entre les États-Unis et l'Union soviétique[35].
- Le 27 mars 2019 l'Inde effectue un Tir antimissile indien qui détruit le satellite Microsat-R (en)[36].

## Chronologie
Liste chronologique des lancements effectués en 2019 avec comme objectifs de placer un ou des engins spatiaux en orbite. Cette liste ne comprend pas les vols suborbitaux.  

### Janvier
| Date       | Lanceur            | Base de lancement | Orbite                | Charge utile                                           | Notes |
| 10 janvier | Longue Marche 3B/E | Xichang           | Orbite géosynchrone   | Chinasat 2D                                            | Satellite de télécommunications |
| 11 janvier | Falcon 9 Bloc 5    | Vandenberg        | Orbite basse          | Iridium Next 66-75                                     | satellites de télécommunications, dernières unités de la constellation Iridium Next                                                                               |
| 15 janvier | Simorgh            | Semnan            | Orbite basse          | AUTSAT 1                                               | Échec. Mauvais fonctionnement du troisième étage. Satellite expérimental                                                                                          |
| 18 janvier | Epsilon            | Uchinoura         | Orbite héliosynchrone | RAPIS-1, ALE 1, Hodoyoshi 2, MicroDragon et 3 CubeSats | Technologie (RAPIS-1) |
| 19 janvier | Delta IV Heavy     | Vandenberg        | Orbite basse          | NROL-71 / Kennen                                       | Satellite de reconnaissance optique lourd |
| 21 janvier | Longue Marche 11   | Jiuquan           | Orbite basse          | Jilin-1 Hyp.-01 et 02                                  | Satellite d'observation de la Terre |
| 24 janvier | PSLV-DL            | Satish Dhawan     | Orbite héliosynchrone | Microsat-R (en) BlackSky Global 3                      | Observation de la Terre. Premier vol d'une nouvelle version du lanceur PSLV. Microsat-R sera détruit par l'essai d'un missile antimissile indien le 27 mars 2019. |

### Février
| Date       | Lanceur               | Base de lancement | Orbite                 | Charge utile              | Notes |
| 5 février  | Safir                 | Semnan            | Orbite basse           | Dousti                    | Échec du lancement |
| 5 février  | Ariane 5 ECA          | Kourou            | Orbite géostationnaire | GSAT-31 (en) Hellas Sat 4 | Satellites de télécommunications                                                                                          |
| 21 février | Soyouz-2.1b           | Baïkonour         | Orbite basse           | EgyptSat A                | Satellite d'observation de la Terre                                                                                       |
| 22 février | Falcon 9 Bloc 5       | Cape Canaveral    | Orbite géostationnaire | PSN-6, Beresheet, AFRL S5 | Satellite de télécommunications /atterrisseur lunaire israélien (Beresheet) / Satellite de démonstration pour l'Air Force |
| 27 février | Soyouz ST-B/Fregat-MT | Sinnamary         | Orbite basse           | OneWeb x 6                | Satellites de télécommunications                                                                                          |

### Mars
| Date    | Lanceur            | Base de lancement      | Orbite                 | Charge utile           | Notes                                                                                          |
| 2 mars  | Falcon 9 Bloc 5    | Centre spatial Kennedy | Orbite basse           | Dragon-2 SpaceX Demo-1 | Test sans équipage du vaisseau Dragon Crew vers l'ISS                                          |
| 9 mars  | Longue Marche 3B   | Xichang                | Orbite géosynchrone    | ChinaSat 6C            | Satellite de télécommunications                                                                |
| 14 mars | Soyouz-FG          | Baïkonour              | Orbite basse           | Soyouz MS-12           | Relève équipage de la station spatiale internationale                                          |
| 16 mars | Delta IV M+(5,4)   | Cape Canaveral         | Orbite géostationnaire | WGS-10                 | Satellite de télécommunications militaires                                                     |
| 22 mars | Vega               | Kourou                 | Orbite héliosynchrone  | PRISMA                 | Satellite d'observation de la Terre expérimental                                               |
| 27 mars | OS-M1              | Jiuquan                | Orbite héliosynchrone  | Lingque-1B             | Échec. Défaillance du système de contrôle d'attitude. Satellite de démonstration technologique |
| 28 mars | Electron           | Mahia                  | Orbite basse           | R3D2                   | Satellite de démonstration technologique                                                       |
| 31 mars | Longue Marche 3B/E | Xichang                | Orbite géostationnaire | Tianlian-2             | Satellite de télécommunications                                                                |

### Avril
| Date      | Lanceur               | Base de lancement      | Orbite                 | Charge utile           | Notes                                                |
| 1er avril | PSLV                  | Satish Dhawan          | Orbite héliosynchrone  | EMISAT                 | Ecoute électronique                                  |
| 4 avril   | Soyouz-2.1a           | Baïkonour              | Orbite basse           | Progress MS-11         | Ravitaillement de la station spatiale internationale |
| 4 avril   | Soyouz ST-B/Fregat-MT | Sinnamay               | Orbite moyenne         | O3b x 4                | Satellites de télécommunications                     |
| 11 avril  | Falcon Heavy          | Centre spatial Kennedy | Orbite géostationnaire | Arabsat-6A             | Satellite de télécommunications                      |
| 17 avril  | Antares 230           | Wallops Island         | Orbite basse           | Cygnus-PCM, 26 CubeSat | Ravitaillement de la station spatiale internationale |
| 20 avril  | Longue Marche 3A      | Xichang                | Orbite géosynchrone    | Beidou-3 I1Q           | Satellite de navigation                              |
| 29 avril  | Longue Marche 4B      | Taiyuan                | Orbite polaire         | Tianhui 2-01A et 2-01B | Satellites d'observation de la Terre                 |

### Mai
| Date   | Lanceur              | Base de lancement | Orbite                 | Charge utile             | Notes                                                                         |
| 4 mai  | Falcon 9 Bloc 5      | Cape Canaveral    | Orbite basse           | SpaceX CRS-17            | ravitaillement de la station spatiale internationale                          |
| 5 mai  | Electron             | Mahia             | Orbite basse           | Harbinger, 2 CubeSat     | Satellite de démonstration technologique                                      |
| 17 mai | Longue Marche 3C     | Xichang           | Orbite géosynchrone    | Beidou-G8                | Satellite de navigation                                                       |
| 22 mai | PSLV-XL              | Satish Dhawan     | Orbite héliosynchrone  | RISAT-2B (en)            | Observation de la Terre (radar)                                               |
| 22 mai | Longue Marche 4C     | Taiyuan           | Orbite basse           | Yaogan 33                | Satellite de reconnaissance Échec du lanceur                                  |
| 24 mai | Falcon 9 Bloc 5      | Cape Canaveral    | Orbite basse           | Starlink (60 satellites) | Premier déploiement de satellites opérationnels de la constellation de SpaceX |
| 27 mai | Soyouz-2.1b/Fregat   | Plessetsk         | Orbite moyenne         | GLONASS-M 758            | Satellite de navigation                                                       |
| 30 mai | Proton-M / Briz-M P4 | Baïkonour         | Orbite géostationnaire | Yamal-601                | Satellite de télécommunications                                               |

### Juin
| Date    | Lanceur          | Base de lancement      | Orbite                 | Charge utile                                           | Notes                                |
| 5 juin  | Longue Marche 11 | Navire en mer Jaune    | Orbite héliosynchrone  | 2 satellites Jilin-1                                   | Premier tir chinois depuis la mer    |
| 12 juin | Falcon 9 Bloc 5  | Vandenberg             | Orbite héliosynchrone  | RADARSAT Constellation x 3                             | Satellites d'observation de la Terre |
| 20 juin | Ariane 5 ECA     | Kourou                 | Orbite géostationnaire | Eutelsat 7C DirecTV-16                                 | Satellites de télécommunications     |
| 25 juin | Falcon Heavy     | Centre spatial Kennedy | Orbite basse / moyenne | STP-2 : 25 micro-satellites dont : DSX et FORMOSAT-7x7 |                                      |
| 24 juin | Longue Marche 3A | Xichang                | Orbite géosynchrone    | Beidou-3 I3Q                                           | Satellite de navigation              |

### Juillet
| Date       | Lanceur            | Base de lancement | Orbite           | Charge utile              | Notes                                                         |
| 5 juillet  | Soyouz-2.1b/Fregat | Vostotchny        | Orbite polaire   | Meteor-M2-2, 11 CubeSats  | Satellite météorologique                                      |
| 10 juillet | Soyouz-2-1v-Volga  | Plessetsk         | Orbite basse     | Nivelir-L x 4             | Satellites militaires (géodésie ?)                            |
| 11 juillet | Vega               | Kourou            | Orbite basse     | Falcon Eye 1              | Satellite de reconnaissance. Échec. Défaillance du 2ème étage |
| 13 juillet | Proton-M / DM-03   | Baïkonour         | Orbite basse     | Spektr-RG                 | Observatoire rayons X                                         |
| 20 juillet | Soyouz-FG          | Baïkonour         | Orbite basse     | Soyouz MS-13              | Relève équipage de la station spatiale internationale         |
| 22 juillet | GSLV-Mk III        | Satish Dhawan     | Orbite lunaire   | Chandrayaan-2             | Orbiteur lunaire et rover                                     |
| 25 juillet | Hyperbola-1        | Jiuquan           | Orbite basse     | CAS-7B, ...               | Vol inaugural. Premier lanceur privé chinois                  |
| 25 juillet | Falcon 9 Bloc 5    | Cape Canaveral    | Orbite basse     | SpaceX CRS-18 (en)        | ravitaillement de la station spatiale internationale          |
| 26 juillet | Longue Marche 2C   | Xichang           | Orbite basse     | Yaogan 30-05 01, 02 et 03 | Satellite de reconnaissance                                   |
| 30 juillet | Soyouz-2.1a        | Plessetsk         | Orbite basse     | Progress MS-12            | Ravitaillement de la station spatiale internationale          |
| 31 juillet | Soyouz-2.1a        | Baïkonour         | Orbite de Molnia | Meridian 8                | Satellite de télécommunications militaires                    |

### Août
| Date    | Lanceur             | Base de lancement | Orbite                 | Charge utile                            | Notes                                                                      |
| 5 août  | Proton-M / Briz-M   | Baïkonour         | Orbite géostationnaire | Blagovest-14L                           | Satellite de télécommunications                                            |
| 6 août  | Falcon 9 Bloc 5     | Cape Canaveral    | Orbite géostationnaire | Amos 17                                 | Satellite de télécommunications                                            |
| 6 août  | Ariane 5 ECA        | Kourou            | Orbite géostationnaire | EDRS-C HYLAS-3                          |                                                                            |
| 8 août  | Atlas V 541         | Cap Canaveral     | Orbite géostationnaire | AEHF-5                                  | Satellite de télécommunications militaires                                 |
| 17 août | Jielong-1           | Jiuquan           | Orbite basse           | Tianqi-2, Qian Sheng-1 01, Xingshidai-5 | Vol inaugural.                                                             |
| 19 août | Longue Marche 3B/E  | Xichang           | Orbite géosynchrone    | Chinasat 18                             | Satellite de télécommunications                                            |
| 19 août | Electron            | Mahia             | Orbite basse           | BlackSky Global 4                       | Satellite d'observation de la Terre                                        |
| 22 août | Soyouz-FG           | Baïkonour         | Orbite basse           | Soyouz MS-14                            | Relève équipage de la station spatiale internationale                      |
| 22 août | Delta IV M+ (4,2)U  | Cap Canaveral     | Orbite moyenne         | GPS IIIA-02                             | Satellite de navigation                                                    |
| 29 août | Safir 1B ou Simorgh | Semnan            | Orbite basse           | Nahid 1                                 | Satellite de télécommunications. Échec Lanceur détruit avant le décollage. |
| 30 août | Rokot/Briz-KM       | Plessetsk         | Orbite héliosynchrone  | Geo-IK-2 3                              | Satellite de géodésie                                                      |
| 30 août | Kuaizhou-1A         | Jiuquan           | Orbite héliosynchrone  | Taiji-1, ...                            | Expérience de micro-gravité                                                |

### Septembre
| Date         | Lanceur               | Base de lancement | Orbite                | Charge utile         | Notes                                                 |
| 12 septembre | Longue Marche 4B      | Taiyuan           | Orbite héliosynchrone | Ziyuan-2D , Taurus-1 | Satellite d'observation de la Terre, Voile solaire    |
| 19 septembre | Longue Marche 11      | Jiuquan           | Orbite héliosynchrone | Zhuhai-1 Group 3     | Satellite d'observation de la Terre                   |
| 19 septembre | Longue Marche 11      | Jiuquan           | Orbite héliosynchrone | Zhuhai-1 Group 3     | Satellite d'observation de la Terre                   |
| 22 septembre | Longue Marche 3C/YZ-1 | Xichang           | Orbite moyenne        | Beidou-3 M23 et M24  | Satellite de navigation                               |
| 24 septembre | H-IIB                 | Tanegashima       | Orbite basse          | HTV-8                | Ravitaillement de la Station spatiale internationale  |
| 25 septembre | Longue Marche 2D      | Jiuquan           | Orbite héliosynchrone | Yunhai-1-02          | Satellite météorologique                              |
| 25 septembre | Soyouz-2.1a           | Baïkonour         | Orbite basse          | Soyouz MS-15         | Relève équipage de la station spatiale internationale |
| 26 septembre | Soyouz-2.1b           | Plessetsk         | Orbite de Molnia      | Toundra 13L          | Satellite d'alerte précoce                            |

### Octobre
| Date       | Lanceur              | Base de lancement               | Orbite                 | Charge utile             | Notes                                                            |
| 4 octobre  | Longue Marche 4C     | Taiyuan                         | Orbite héliosynchrone  | Gaofen 10R               | Satellite d'observation de la Terre                              |
| 9 octobre  | Proton-M / Briz-M P4 | Baïkonour                       | Orbite géostationnaire | Eutelsat 5 West B, MEV-1 | Satellite de télécommunications, prototype de remorqueur spatial |
| 11 octobre | Pegasus-XL           | L-1011 Stargazer Cape Canaveral | Orbite basse           | ICON                     | Étude de la thermosphère                                         |
| 17 octobre | Electron             | Mahia                           | Orbite basse           | Palisade                 | Satellite de démonstration technologique                         |
| 17 octobre | Longue Marche 3B/E   | Xichang                         | Orbite géosynchrone    | TJSW-4                   | Satellite d'écoute électronique                                  |

### Novembre
| Date        | Lanceur               | Base de lancement | Orbite                 | Charge utile                                  | Notes |
| 2 novembre  | Antares 230+          | MARS              | Orbite basse           | Cygnus NG-12 (en), CubeSat                    | Ravitaillement de la Station spatiale internationale |
| 3 novembre  | Longue Marche 4C      | Taiyuan           | Orbite héliosynchrone  | Gaofen 7, Huangpu 1, SRSS 1 et Xiaoxiang 1-08 | Satellite d'observation de la Terre (Gaofen), 1er système de propulsion électrique à l'iode de la start-up Française THRUSTME en partenaria avec SPACETY (Xiaoxiang 1-08) |
| 4 novembre  | Longue Marche 3B/E    | Xichang           | Orbite géosynchrone    | Beidou-3 I3Q                                  | Satellite de navigation |
| 11 novembre | Falcon 9 Bloc 5       | Cape Canaveral    | Orbite basse           | Starlink (60 satellites)                      | Constellation de SpaceX |
| 13 novembre | Kuaizhou-1A           | Jiuquan           | Orbite héliosynchrone  | Jilin-1 Gaofen-02A                            | Satellites d'observation de la Terre |
| 13 novembre | Longue Marche 6       | Taiyuan           | Orbite basse           | Ningxia-1 01 à 06                             | Satellite d'observation de la Terre |
| 17 novembre | Kuaizhou-1A           | Jiuquan           | Orbite héliosynchrone  | KL-Alpha A et B                               | Technologie |
| 23 novembre | Longue Marche 3C/YZ-1 | Xichang           | Orbite moyenne         | Beidou-3 M21 et M22                           | Satellite de navigation |
| 25 novembre | Soyouz 2.1v           | Plessetsk         | Orbite moyenne         | Cosmos 2542                                   | |
| 26 novembre | Ariane 5 ECA          | Kourou            | Orbite géostationnaire | Inmarsat-5 F5 TIBA 1                          | Satellites de télécommunications |
| 27 novembre | PSLV-XL               | Satish Dhawan     | Orbite héliosynchrone  | Cartosat-3 et Cubesats                        | Satellites d'observation de la Terre |
| 27 novembre | Longue Marche 4C      | Taiyuan           | Orbite héliosynchrone  | Gaofen 12                                     | Satellite d'observation de la Terre |

### Décembre
| Date        | Lanceur               | Base de lancement | Orbite                 | Charge utile                                      | Notes |
| 5 décembre  | Falcon 9 Bloc 5       | Cape Canaveral    | Orbite basse           | SpaceX CRS-19 (en) et nanosatellite "Aztechsat-1" | Ravitaillement de la station spatiale internationale et lancement du nanosatellite mexicain "Aztechsat-1".                                                  |
| 6 décembre  | Electron              | Mahia             | Orbite basse           | CubeSats                                          | Comprend le test de réutilisation du premier étage |
| 6 décembre  | Soyouz-2.1a           | Baïkonour         | Orbite basse           | Progress MS-13                                    | Ravitaillement de la station spatiale internationale |
| 7 décembre  | Kuaizhou-1A           | Taiyuan           | Orbite héliosynchrone  | HEAD-2A, ...                                      | |
| 7 décembre  | Kuaizhou-1A           | Taiyuan           | Orbite héliosynchrone  | Jilin-1 , ...                                     | |
| 11 décembre | Soyouz-2.1b/Fregat    | Plessetsk         | Orbite moyenne         | GLONASS-M 759                                     | Satellite de navigation |
| 11 décembre | PSLV-XL               | Satish Dhawan     | Orbite héliosynchrone  | RISAT-1A (en), ...                                | Observation de la Terre (radar) |
| 16 décembre | Longue Marche 3C/YZ-1 | Xichang           | Orbite moyenne         | Beidou-3 M19 et M20                               | Satellite de navigation |
| 17 décembre | Falcon 9 Bloc 5       | Cape Canaveral    | Orbite géostationnaire | / JCSat 18 (Kacific 1)                            | Satellite de télécommunications |
| 18 décembre | Soyouz-2.1b/Fregat    | Sinnamary         | Orbite géostationnaire | CHEOPS CSG                                        | Télescope spatial, Observation de la Terre radar |
| 20 décembre | Atlas V N22           | Cap Canaveral     | Orbite basse           | Boe-OFT                                           | Premier test sans équipage du vaisseau CST-100 Starliner qui sera utilisé pour la relève des équipages de la Station spatiale internationale. Échec partiel |
| 20 décembre | Longue Marche 4B      | Taiyuan           | Orbite héliosynchrone  | CBERS 4A, CubeSats                                | Satellite d'observation de la Terre |
| 24 décembre | Proton-M / DM-03      | Baïkonour         | Orbite géostationnaire | Elektro-L n°3                                     | Satellite météorologique |
| 26 décembre | Rokot/Briz-KM         | Plessetsk         | Orbite basse           | Gonets x 3                                        | Télécommunications. Dernier vol du lanceur Rokot |
| 27 décembre | Longue Marche 5       | Wenchang          | Orbite géostationnaire | Shijian-20                                        | Satellite expérimental de télécommunications |

## Analyse du parc des satellites placés en orbite en 2019
Sources utilisées,

### Satellites de format non CubeSats

#### Nombre de satellites par charge utile et par masse
|                                 | Moins de 50 kg | Entre 50 et 100 kg | Entre 100 et 500 kg | Entre 500 kg et 1 tonne | Entre 1 et 2 tonnes | Entre 2 et 5 tonnes | Plus de 5 tonnes | Total général |
| ------------------------------- | -------------- | ------------------ | ------------------- | ----------------------- | ------------------- | ------------------- | ---------------- | ------------- |
| Missions scientifiques          |                |                    |                     |                         |                     |                     |                  |               |
| Astronomie                      |                |                    | 1                   |                         |                     | 1                   |                  | 2             |
| Exploration système solaire     |                |                    |                     | 1                       |                     | 1                   |                  | 2             |
| Sciences de la Terre            |                |                    | 1                   |                         |                     |                     |                  | 1             |
| Observation de la Terre         |                |                    |                     |                         |                     |                     |                  |               |
| Observation de la Terre         | 2              | 7                  | 5                   | 4                       | 2                   | 1                   |                  | 21            |
| Imagerie optique                | 1              | 4                  | 4                   |                         | 1                   | 1                   |                  | 11            |
| Imagerie radar                  |                | 3                  |                     | 2                       | 3                   | 2                   |                  | 10            |
| Météorologie                    |                | 2                  | 6                   | 1                       |                     | 2                   |                  | 11            |
| Autres satellites d'application |                |                    |                     |                         |                     |                     |                  |               |
| Télécommunications              |                | 3                  | 129                 | 14                      |                     | 8                   | 12               | 166           |
| Géodésie                        |                |                    |                     |                         | 1                   |                     |                  | 1             |
| Navigation                      |                |                    |                     |                         | 8                   | 5                   |                  | 13            |
| Autre                           | 2              |                    |                     |                         |                     | 1                   |                  | 3             |
| Technologie                     | 19             | 11                 | 4                   | 1                       |                     |                     |                  | 35            |
| Programme spatial habité        |                |                    |                     |                         |                     |                     |                  |               |
| Mission avec équipage           |                |                    |                     |                         |                     |                     | 6                | 6             |
| Ravitaillement station spatiale |                |                    |                     |                         |                     |                     | 9                | 9             |
| Programme spatial militaire     |                |                    |                     |                         |                     |                     |                  |               |
| Alerte avancée                  |                |                    |                     |                         |                     | 1                   |                  | 1             |
| Ecoute électronique             |                |                    | 4                   |                         |                     | 1                   |                  | 5             |
| Reconnaissance optique          |                |                    |                     |                         | 1                   |                     | 1                | 2             |
| Reconnaissance radar            |                |                    |                     |                         |                     | 1                   |                  | 1             |
| Télécommunications              |                | 1                  | 1                   |                         |                     | 1                   | 2                | 5             |
| Autres                          |                | 3                  |                     | 3                       |                     |                     |                  | 6             |
| Total général                   | 24             | 34                 | 155                 | 26                      | 16                  | 16                  | 30               | 311           |

#### Nombre de satellites par charge utile et par pays
|                                    | Etats-Unis | Chine | Russie | Royaume-Uni | Inde | Japon | Taïwan | Allemagne | Canada | Egypte | Europe | Finlande | France | Iran | Israël | Italie | Grèce | Indonésie | Ethiopie | Arabie Saoudite | Chine/Brésil | Soudan | UAE | Vietnam | Total |
| ---------------------------------- | ---------- | ----- | ------ | ----------- | ---- | ----- | ------ | --------- | ------ | ------ | ------ | -------- | ------ | ---- | ------ | ------ | ----- | --------- | -------- | --------------- | ------------ | ------ | --- | ------- | ----- |
| Missions scientifiques             |            |       |        |             |      |       |        |           |        |        |        |          |        |      |        |        |       |           |          |                 |              |        |     |         |       |
| Astronomie                         |            |       | 1      |             |      |       |        |           |        |        | 1      |          |        |      |        |        |       |           |          |                 |              |        |     |         | 2     |
| Exploration système solaire        |            |       |        |             | 1    |       |        |           |        |        |        |          |        |      | 1      |        |       |           |          |                 |              |        |     |         | 2     |
| Sciences de la Terre               | 1          |       |        |             |      |       |        |           |        |        |        |          |        |      |        |        |       |           |          |                 |              |        |     |         | 1     |
| Missions d'observation de la Terre |            |       |        |             |      |       |        |           |        |        |        |          |        |      |        |        |       |           |          |                 |              |        |     |         |       |
| Imagerie optique                   | 2          | 7     |        |             | 1    |       |        |           |        |        |        |          |        | 1    |        |        |       |           |          |                 |              |        |     |         | 11    |
| Imagerie radar                     |            | 1     |        |             | 2    | 1     |        |           | 3      |        |        | 2        |        |      |        | 1      |       |           |          |                 |              |        |     |         | 10    |
| Météorologie                       |            | 3     | 2      |             |      |       | 6      |           |        |        |        |          |        |      |        |        |       |           |          |                 |              |        |     |         | 11    |
| Observation de la Terre            |            | 17    |        |             |      |       |        |           |        | 1      |        |          |        |      |        | 1      |       |           | 1        |                 | 1            |        |     |         | 21    |
| Autres satellites d'application    |            |       |        |             |      |       |        |           |        |        |        |          |        |      |        |        |       |           |          |                 |              |        |     |         |       |
| Télécommunications                 | 132        | 4     | 6      | 11          | 1    | 1     |        | 2         |        | 1      | 1      |          | 2      | 1    | 1      |        | 1     | 1         |          | 1               |              |        |     |         | 166   |
| Navigation                         | 1          | 10    | 2      |             |      |       |        |           |        |        |        |          |        |      |        |        |       |           |          |                 |              |        |     |         | 13    |
| Géodésie                           |            |       | 1      |             |      |       |        |           |        |        |        |          |        |      |        |        |       |           |          |                 |              |        |     |         | 1     |
| Technologie                        | 19         | 5     | 1      | 2           | 1    | 4     |        | 1         |        |        |        |          |        |      |        |        |       |           |          |                 |              | 1      |     | 1       | 35    |
| Divers                             | 1          | 2     |        |             |      |       |        |           |        |        |        |          |        |      |        |        |       |           |          |                 |              |        |     |         | 3     |
| Programme spatial habité           |            |       |        |             |      |       |        |           |        |        |        |          |        |      |        |        |       |           |          |                 |              |        |     |         |       |
| Mission avec équipage              | 2          |       | 4      |             |      |       |        |           |        |        |        |          |        |      |        |        |       |           |          |                 |              |        |     |         | 6     |
| Ravitaillement station spatiale    | 5          |       | 3      |             |      | 1     |        |           |        |        |        |          |        |      |        |        |       |           |          |                 |              |        |     |         | 9     |
| Programme spatial militaire        |            |       |        |             |      |       |        |           |        |        |        |          |        |      |        |        |       |           |          |                 |              |        |     |         |       |
| Reconnaissance optique             | 1          |       |        |             |      |       |        |           |        |        |        |          |        |      |        |        |       |           |          |                 |              |        | 1   |         | 2     |
| Reconnaissance radar               |            | 1     |        |             |      |       |        |           |        |        |        |          |        |      |        |        |       |           |          |                 |              |        |     |         | 1     |
| Alerte avancée                     |            |       | 1      |             |      |       |        |           |        |        |        |          |        |      |        |        |       |           |          |                 |              |        |     |         | 1     |
| Ecoute électronique                |            | 4     |        |             | 1    |       |        |           |        |        |        |          |        |      |        |        |       |           |          |                 |              |        |     |         | 5     |
| Télécommunications                 | 4          | 1     |        |             |      |       |        |           |        |        |        |          |        |      |        |        |       |           |          |                 |              |        |     |         | 5     |
| Autres                             |            |       | 5      |             | 1    |       |        |           |        |        |        |          |        |      |        |        |       |           |          |                 |              |        |     |         | 6     |
| Total général                      | 168        | 55    | 26     | 13          | 8    | 7     | 6      | 3         | 3      | 2      | 2      | 2        | 2      | 2    | 2      | 2      | 1     | 1         | 1        | 1               | 1            | 1      | 1   | 1       | 311   |

### CubeSats
168 CubeSats ont été placés en orbite en 2019 dont une majorité de format 3U. Les Etats-Unis sont très loin les premiers utilisateurs de ce format (95 CubeSats) suivi par la Chine. La majorité des CubeSats sont des démonstrateurs technologiques.
Remarque : les CubeSats lancés depuis l'intérieur de la Station spatiale internationale ne sont pas recensés.

#### Nombre de CubeSats par type de charge utile et par format
| Charge utile / Format | 16U | 12U | 6U | 3U | 2U | 1,5U | 1U | 3P | 2P | 1P | Total |
| --------------------- | --- | --- | -- | -- | -- | ---- | -- | -- | -- | -- | ----- |
| Astronomie            |     |     |    | 1  |    |      |    |    |    |    | 1     |
| Imagerie              |     | 1   | 3  | 32 |    |      |    |    |    |    | 36    |
| Science de la Terre   |     |     |    | 5  |    |      |    |    |    |    | 5     |
| Technologie           | 2   |     | 11 | 34 | 4  | 11   | 26 | 2  | 1  | 3  | 94    |
| Technologie militaire |     |     | 5  | 1  |    |      | 1  |    |    |    | 7     |
| Télécommunications    |     | 1   | 4  | 3  |    |      |    |    |    |    | 8     |
| Autre                 |     |     | 1  | 16 |    |      |    |    |    |    | 17    |
| Total général         | 2   | 2   | 24 | 92 | 4  | 11   | 27 | 2  | 1  | 3  | 168   |

#### Nombre de CubeSats par format et pays
| Pays/format     | 16U | 12U | 6U | 2U | 3U | 1,5U | 1U | 3P | 2P | 1P | Total |
| --------------- | --- | --- | -- | -- | -- | ---- | -- | -- | -- | -- | ----- |
| Etats-Unis      | 2   | 1   | 9  | 1  | 69 | 10   | 11 | 2  |    |    | 105   |
| Chine           |     |     | 12 |    | 1  | 1    | 1  |    |    |    | 15    |
| Allemagne       |     |     |    |    | 3  |      | 3  |    |    | 1  | 7     |
| France          |     | 1   | 1  |    | 2  |      | 1  |    |    |    | 5     |
| Japon           |     |     |    |    | 2  |      | 2  |    |    |    | 4     |
| Russie          |     |     |    |    | 3  |      |    |    |    |    | 3     |
| Egypte          |     |     |    |    |    |      | 2  |    |    |    | 2     |
| Espagne         |     |     |    | 1  |    |      |    |    |    | 1  | 2     |
| Hongrie         |     |     |    |    |    |      |    |    | 1  | 1  | 2     |
| Israël          |     |     | 1  |    | 1  |      |    |    |    |    | 2     |
| Mexique         |     |     |    |    | 1  |      | 1  |    |    |    | 2     |
| Pologne         |     |     |    | 1  |    |      | 1  |    |    |    | 2     |
| Australie       |     |     |    |    |    |      | 1  |    |    |    | 1     |
| Belgique        |     |     |    |    | 1  |      |    |    |    |    | 1     |
| Brésil/Espagne  |     |     |    |    |    |      | 1  |    |    |    | 1     |
| Equateur        |     |     |    |    | 1  |      |    |    |    |    | 1     |
| Europe          |     |     |    |    | 1  |      |    |    |    |    | 1     |
| Italie          |     |     |    |    | 1  |      |    |    |    |    | 1     |
| Lituanie        |     |     | 1  |    |    |      |    |    |    |    | 1     |
| Népal           |     |     |    |    |    |      | 1  |    |    |    | 1     |
| Rwanda          |     |     |    |    | 1  |      |    |    |    |    | 1     |
| Singapour/japon |     |     |    | 1  |    |      |    |    |    |    | 1     |
| Singapour       |     |     |    |    | 1  |      |    |    |    |    | 1     |
| Sri Lanka       |     |     |    |    |    |      | 1  |    |    |    | 1     |
| Suède           |     |     |    |    | 1  |      |    |    |    |    | 1     |
| Suisse          |     |     |    |    | 1  |      |    |    |    |    | 1     |
| Tchéquie        |     |     |    |    |    |      | 1  |    |    |    | 1     |
| Thailande       |     |     |    |    | 1  |      |    |    |    |    | 1     |
| Royaume-Uni     |     |     |    |    | 1  |      |    |    |    |    | 1     |
| Total général   | 2   | 2   | 24 | 4  | 92 | 11   | 27 | 2  | 1  | 3  | 168   |

## Analyse de l'activité de lancement

### Général
Le nombre de lancements en 2019 est en baisse (102 contre 114 en 2018). Il se maintient au dessus des chiffres des années précédentes : 92 (2014), 87 (2015), 85 (2016), 91(2017)  
|  | Nombre de lancements spatiaux par pays (sélection) et par année La Chine comme l'année précédente est la première nation par le nombre de lancements grâce à un marché intérieur dynamique et la montée en puissance de ses micro-lanceurs. Les États-Unis sont en net repli essentiellement parce que SpaceX (Falcon 9) a épuisé le stock des lancements commerciaux qui avaient été différés du fait des retards de développement de cette fusée. La Russie reprend sa deuxième position grâce à son vieux lanceur Soyouz utilisé notamment pour des lancements institutionnels et commerciaux. L'Europe fait un score médiocre cette année à la suite de la suspension des lancements de Vega consécutif à l'explosion de la fusée survenue en juillet. |
|  | Nombre de lancements spatiaux par lanceur (sélection) et par année Les lanceurs anciens dominent le marché (Soyouz, Longue Marche 2/3/4) suivi de la Falcon 9. Le micro-lanceur Electron (6 vols en 2019) ne figure pas dans le graphique. |
|  | Nombre de lancements spatiaux par type et par année Malgré un nombre de lancements en baisse, les vols de micro-lanceurs (charge utile en orbite basse < 500 kg) connaissent une hausse significative qui reflète l'activité de développement intense de ces fusées en Chine ainsi que le succès de l'Electron. Le nombre des lanceurs moyens (entre 2 et 10 tonnes en orbite basse) est en forte baisse. |

### Par pays
Nombre de lancements par pays ayant construit le lanceur. Le pays retenu n'est pas celui qui gère la base de lancement (Kourou pour certains Soyouz, Baïkonour pour Zenit), ni le pays de la société de commercialisation (Allemagne pour Rokot, ESA pour certains Soyouz) ni le pays dans lequel est implanté la base de lancement (Kazakhstan pour Baïkonour). Chaque lancement est compté une seule fois quel que soit le nombre de charges utiles emportées. 
| Pays             | Lancements | Succès | Échecs | Échecs partiels | Remarques |
| ---------------- | ---------- | ------ | ------ | --------------- | --------- |
| Chine            | 34         | 32     | 2      | 0               |           |
| États-Unis       | 21         | 21     | 0      | 0               |           |
| Europe           | 6          | 5      | 1      | 0               |           |
| Inde             | 6          | 6      | 0      | 0               |           |
| Iran             | 2          | 0      | 2      | 0               |           |
| Japon            | 2          | 2      | 0      | 0               |           |
| Nouvelle-Zélande | 6          | 6      | 0      | 0               |           |
| Russie           | 25         | 25     | 0      | 0               |           |
| Total            | 102        | 97     | 5      | 0               | 0         |

### Par lanceur
Nombre de lancements par famille de lanceur. Chaque lancement est compté une seule fois quel que soit le nombre de charges utiles emportées. 
| Lanceur          | Pays             | Lancements | Succès | Échecs | Échecs partiels | Remarques     |
| ---------------- | ---------------- | ---------- | ------ | ------ | --------------- | ------------- |
| Antares          | États-Unis       | 2          | 2      | 0      | 0               |               |
| Ariane 5 ECA     | Europe           | 4          | 4      | 0      | 0               |               |
| Atlas V          | États-Unis       | 2          | 2      | 0      | 0               |               |
| Delta IV         | États-Unis       | 3          | 3      | 0      | 0               |               |
| Electron         | Nouvelle-Zélande | 6          | 6      | 0      | 0               |               |
| Epsilon          | Japon            | 1          | 1      | 0      | 0               |               |
| Falcon 9         | États-Unis       | 11         | 11     | 0      | 0               |               |
| Falcon Heavy     | États-Unis       | 2          | 2      | 0      | 0               |               |
| GSLV             | Inde             | 1          | 1      | 0      | 0               |               |
| H-IIB            | Japon            | 1          | 1      | 0      | 0               |               |
| Hyperbola-1      | Chine            | 1          | 1      | 0      | 0               |               |
| Jielong-1        | Chine            | 1          | 1      | 0      | 0               |               |
| Kuaizhou-1A      | Chine            | 5          | 5      | 0      | 0               |               |
| Longue Marche 2  | Chine            | 2          | 2      | 0      | 0               |               |
| Longue Marche 3  | Chine            | 12         | 12     | 0      | 0               |               |
| Longue Marche 4  | Chine            | 7          | 6      | 1      | 0               |               |
| Longue Marche 5  | Chine            | 1          | 1      | 0      | 0               |               |
| Longue Marche 6  | Chine            | 1          | 1      | 0      | 0               |               |
| Longue Marche 11 | Chine            | 3          | 3      | 0      | 0               |               |
| OS-M             | Chine            | 1          | 0      | 1      | 0               | Vol inaugural |
| Pegasus          | États-Unis       | 1          | 1      | 0      | 0               |               |
| Safir            | Iran             | 1          | 0      | 1      | 0               |               |
| Simorgh          | Iran             | 1          | 0      | 1      | 0               |               |
| Proton           | Russie           | 5          | 5      | 0      | 0               |               |
| PSLV             | Inde             | 5          | 5      | 0      | 0               |               |
| Rockot           | Russie           | 2          | 2      | 0      | 0               |               |
| Soyouz           | Russie           | 18         | 18     | 0      | 0               |               |
| Vega             | Europe           | 2          | 1      | 1      | 0               |               |
| Total            | Total            | 102        | 97     | 5      | 0               |               |

### Par base de lancement
Nombre de lancements par base de lancement utilisée. Chaque lancement est compté une seule fois quel que soit le nombre de charges utiles emportées. 
| Site           | Pays             | Lancements | Succès | Echecs | Echecs partiels | Remarques |
| -------------- | ---------------- | ---------- | ------ | ------ | --------------- | --------- |
| Baïkonour      | Kazakhstan       | 13         | 13     |        |                 |           |
| Cape Canaveral | États-Unis       | 13         | 13     |        |                 |           |
| Jiuquan        | Chine            | 9          | 8      | 1      |                 |           |
| Kennedy        | États-Unis       | 3          | 3      |        |                 |           |
| Kourou         | France           | 9          | 8      | 1      |                 |           |
| Mahia          | Nouvelle-Zélande | 6          | 6      | 0      | 0               |           |
| MARS           | États-Unis       | 2          | 2      | 0      | 0               |           |
| Plessetsk      | Russie           | 8          | 8      | 0      | 0               |           |
| Satish Dhawan  | Inde             | 6          | 6      | 0      | 0               |           |
| Semnan         | Iran             | 2          | 0      | 2      | 0               |           |
| Taiyuan        | Chine            | 10         | 9      | 1      | 0               |           |
| Tanegashima    | Japon            | 1          | 1      | 0      | 0               |           |
| Uchinoura      | Japon            | 1          | 1      | 0      | 0               |           |
| Vandenberg     | États-Unis       | 9          | 3      | 3      | 0               |           |
| Vostotchny     | Russie           | 1          | 1      | 0      | 0               |           |
| Wenchang       | Chine            | 1          | 1      | 0      | 0               |           |
| Xichang        | Chine            | 13         | 13     | 0      | 0               |           |
| Mer Jaune      | Chine            | 1          | 1      | 0      | 0               |           |
| Total          | Total            | 102        | 97     | 5      | 0               |           |

### Par type d'orbite
Ce tableau ne sera mis à jour qu'une fois l'année en cours terminée.
Nombre de lancements par type d'orbite visée. Chaque lancement est compté une seule fois quel que soit le nombre de charges utiles emportées. 
| Orbite                 | Lancements | Succès | Échecs | Atteints par accident |
| ---------------------- | ---------- | ------ | ------ | --------------------- |
| Basse                  | 66         | 61     | 5      |                       |
| Moyenne                | 9          | 9      |        |                       |
| Géosynchrone/transfert | 24         | 24     |        |                       |
| Orbite haute/lunaire   | 2          | 2      |        |                       |
| Héliocentrique         |            |        |        |                       |
| Total                  | 102        | 97     | 5      | 0                     |

## Survols et contacts planétaires
| Date         | Sonde spatiale     | Événement                                                 | Remarque |
| ------------ | ------------------ | --------------------------------------------------------- | --- |
| 1er janvier  | New Horizons       | survol de l'objet de la ceinture de Kuiper 2014 MU69      | |
| 3 janvier    | Chang'e 4          | Atterrissage dans le cratère de Van Kármán                | Premier atterrissage d'un engin spatial sur la face cachée de la Lune                                                 |
| 12 février   | Juno               | 18 e survol de Jupiter                                    | |
| 21 février   | Hayabusa 2         | Premier échantillon prélevé à la surface de Ryugu         | Le SCI a créé un cratère. L'impact a été filmé par la caméra DCAM-3 larguée avant celui-ci                            |
| 4 avril      | Parker Solar Probe | Deuxième périhélie                                        | |
| 4 avril      | Beresheet          | Insertion en orbite lunaire                               | |
| 5 avril      | Hayabusa 2         | Largage de l'impacteur SCI vers la surface de Ryugu       | |
| 6 avril      | Juno               | 19e survol de Jupiter                                     | |
| 11 avril     | Beresheet          | Atterrissage à la surface de la Lune                      | Échec à la suite d'une défaillance du système de contrôle d'attitude                                                  |
| 29 mai       | Juno               | 20e survol de Jupiter                                     | |
| 11 juillet   | Hayabusa 2         | Premier échantillon prélevé à la surface de Ryugu         | |
| 21 juillet   | Juno               | 21e survol de Jupiter                                     | |
| 20 aout      | Chandrayaan-2      | Insertion en orbite lunaire                               | |
| 1 septembre  | Parker Solar Probe | Troisième périhélie                                       | |
| 6 septembre  | Chandrayaan-2      | Atterrissage à la surface de la Lune                      | Échec à la suite d'une défaillance du système de contrôle d'attitude                                                  |
| 12 septembre | Juno               | 22e survol de Jupiter                                     | |
| 2 octobre    | Hayabusa 2         | Largage du minirover MINERVA-II-2 à la surface de Ryugu   | Le rover était hors service avant son largage. Celui-ci a été utilisé pour faire des mesures du champ gravitationnel. |
| 3 novembre   | Juno               | 23e survol de Jupiter                                     | |
| 13 novembre  | Hayabusa 2         | La sonde spatiale quitte l'astéroïde Ryugu                | |
| 26 décembre  | Parker Solar Probe | Deuxième survol avec assistance gravitationnelle de Vénus | |
| 26 décembre  | Juno               | 24e survol de Jupiter                                     | |
| 26 décembre  | Juno               | 24e survol de Jupiter                                     | |

## Sorties extra-véhiculaires
Toutes les sorties extra-véhiculaires effectuées en 2019 ont été réalisées au cours de missions de maintenance de la Station spatiale internationale.
- 22 mars (durée de la sortie 6 h 39) : les astronautes américains Anne McClain et Nick Hague remplacent six batteries Ni-H installées sur la poutre de la station spatiale par trois nouvelles batteries lithium-ion et effectuent plusieurs autres tâches de maintenance[39].

- 29 mars  (durée de la sortie 6 h 45) : les astronautes américains  Nick Hague et   Christina Koch poursuivent le remplacement des batteries initié lors de la sortie précédente et modifie l'emplacement d'un point de fixation du bras télécommandé Canadarm 2[40].

- 8 avril  (durée de la sortie 6 h 29) : l'astronaute  américaine  Anne McClain et   l'astronaute canadien David Saint-Jacques installent des cables électriques entre le module Unity et la poutre S0 pour assurer la redondance de l'alimentation électrique du bras télécommandé Canadarm 2. Les astronautes installent des câbles pour étendre la portée du système wifi à l'extérieur de la station spatiale

- 29 mai (durée de la sortie 6 h 01) : les deux astronautes russes Oleg Kononenko et Alekseï Ovtchinine  récupèrent des expériences du module d'amarrage Pirs et nettoient les hublots. Ils installent une main courante entre les modules Zarya et Poisk et déplacent l'expérience Plume. Ils suppriment un instrument de mesure du plasma installé sur le module Zvezda[41].

- 21 aout  (durée de la sortie 6 h 32) : les astronautes américains  Nick Hague et   Andrew R. Morgan installent le système d'amarrage IDA sur le module Harmony en préparation du vol du vaisseau spatial Boeing CST-100 Starliner qui doit avoir lieu à la fin de l'année. Ils installent des routeurs wifi[42].

- 6 octobre  (durée de la sortie 7 h 01) : les astronautes américains  Christina Koch et   Andrew R. Morgan effectuent la première des cinq sorties destinées à remplacer les batteries installées sur la poutre P6[43].

- 11 octobre  (durée de la sortie 6 h 45) : les astronautes américains  Christina Koch et   Andrew R. Morgan effectuent la deuxième des cinq sorties destinées à remplacer les batteries installées sur la poutre P6[44].

- 18 octobre  (durée de la sortie 7 h 17) : les astronautes américains  Christina Koch et   Jessica Meir effectuent la troisième des cinq sorties destinées à remplacer les batteries installées sur la poutre P6. Il s'agit de la première sortie extravéhiculaire réalisée par deux femmes[45].

- 15 novembre (durée de la sortie 6 h 39) : les astronautes Drew Morgan de la NASA et Luca Parmitano de l'Agence spatiale européenne effectuent la première des quatre sorties consacrée à la réparation du système régulation thermique du Spectromètre magnétique Alpha, instrument installé sur la poutre de la station spatiale. Celui-ci n'a pas été conçu pour subir des opérations de maintenance dans l'espace mais la NASA a commencé dès novembre 2015 à mettre au point les procédures permettant d'effectuer une réparation en vol. Au cours de la première sortie qui a lieu le 15 novembre et qui dure 6 heures 39, les astronautes Drew Morgan de la NASA et Luca Parmitano de l'Agence spatiale européenne enlèvent le revêtement qui couvre AMS-02 et le protège des débris spatiaux. Ce revêtement qui n'a pas été conçu pour être stocké sur la poutre en attendant son évacuation dans un des cargos spatiaux et ne peut être emmené dans le sas à cause de son encombrement est largué dans l'espace. Du fait de son rapport surface/masse, il devrait très rapidement perdre de l'altitude et être détruit en effectuant une rentrée atmosphérique[46],[47].
- 22 novembre  (durée de la sortie 6 h 33) : les astronautes Drew Morgan de la NASA et Luca Parmitano de l'Agence spatiale européenne effectuent la deuxième des quatre sorties consacrée à la réparation du système régulation thermique du Spectromètre magnétique Alpha. Ils achèvent le retrait de composants du revêtement qui avait été retiré au cours de la sortie précédente, coupent 6 tubes des circuits de régulation thermiques et évacuent le dioxyde de carbone qui sert de liquide caloporteur et modifient le système d'alimentation électrique[48],[49].
- 2 décembre  (durée de la sortie 6 h 2) : les astronautes Drew Morgan de la NASA et Luca Parmitano de l'Agence spatiale européenne effectuent la deuxième des quatre sorties consacrée à la réparation du système régulation thermique du Spectromètre magnétique Alpha. Ils installent une pompe et réalisent les connexions pour l'alimentation électrique. L'instrument AMS est activé par les contrôleurs au sol et confirme le bon fonctionnement du système. Les astronautes prennent de l'avance sur le planning en installant le revêtement de protection thermique[50].

### Sources
- (en) Jonathan McDowell, Space Activities in 2019 Rev 1.3, janvier 2020, 81 p. (lire en ligne)
- (en) Gunter Krebs, « Orbital Launches of 2019 », Gunter's Space Page
- (en) Erik Kulu, « World's largest database of nanosatellites, over 3600 nanosats and CubeSats », sur Nanosats Database (consulté le 9 janvier 2023)